# Dva (zespół muzyczny)

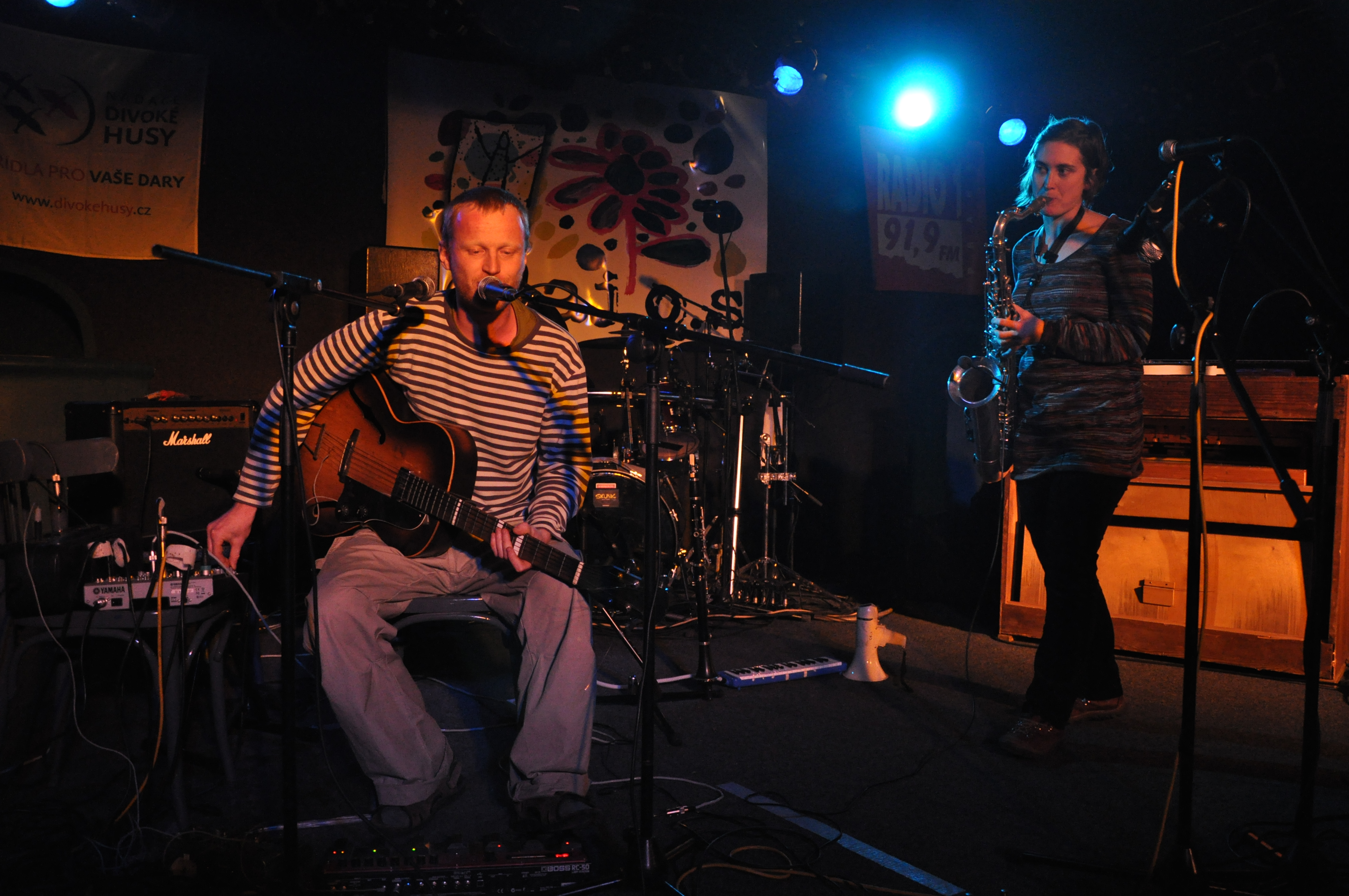
DVA w 2009

DVA – czeski duet muzyczny założony w 2006 roku przez Bárę Ungerová (ur. 1981) i Jana Kratochvíl (ur. 1976), wcześniej związanych ze sceną teatralną. Zespół wykonuje akustyczno-elektroniczną muzykę, którą sam określa jako kabaret, kuchenny beatbox, cyrk, akustyczne elekro czy freakfolk.
Pierwsza płyta, która przyniosła zainteresowanie ich twórczością (Fonók, 2008) zawiera według nich muzykę, którą określają mianem „folkloru nieistniejących narodów”, druga zaś płyta (HU, 2010) utrzymana jest w duchu „popu nieistniejących radioodbiorników”.
Przeważnie śpiewają w wymyślonym przez siebie, nieistniejącym języku, który w brzmieniu przypomina nieco węgierski, niemiecki bądź szwedzki. Z powodzeniem występują nie tylko w swoim kraju, ale i w innych państwach, jak Rosja, Norwegia, Polska, Francja, Włochy, Niemcy.

## Skład
- Bára Kratochvílová – śpiew, saksofon, klarnety, megafon, instrumenty zabawkowe
- Jan Kratochvíl – gitara, banjo, beatbox, śpiew, sample, radio